# Francisco Guerreiro
Pour les articles homonymes, voir Guerreiro.
Ne doit pas être confondu avec Francisco Guerrero.
Francisco Guerreiro, né le 12 septembre 1984 à Santiago do Cacém, est un homme politique portugais, précedemment membre du parti Personnes–Animaux–Nature. Il est député européen de 2019 à 2024.

## Biographie
En 2019, il est élu député européen.